# Pitcairnia flagellaris
Pitcairnia flagellaris är en gräsväxtart som beskrevs av Lyman Bradford Smith. Pitcairnia flagellaris ingår i släktet Pitcairnia och familjen Bromeliaceae. Inga underarter finns listade i Catalogue of Life.